# Каприччио для скрипки с оркестром (Пендерецкий)
Каприччио для скрипки с оркестром — сочинение Кшиштофа Пендерецкого. Средняя продолжительность звучания 10 минут. В начале произведения темп не обозначен.

## История
Сочинение написано в 1967 году и было посвящено директору фестиваля в Донауэшингене, музыковеду, Генриху Штробелю. Впервые было исполнено 22 октября 1967 года оркестром Западногерманского радио под управлением Эрнеста Бура, солистка — Ванда Вилкомирская. В дальнейшем Вилкомирская дважды записала Каприччио — в 1972 году с Национальным симфоническим оркестром Польского радио под управлением автора и в 2003 году с Симфоническим оркестром Лейпцигского радио под управлением Херберта Кегеля.

## Критическая оценка
Каприччио для скрипки с оркестром относят к основным сочинениям раннего, авангардного периода в творчестве Пендерецкого, с характерными для этого периода «микротональными всхлипами струнных, стремительным ливнем нот в сольной партии и оживлёнными вспышками ударных». Исследователь творчества Пендерецкого В. Швингер отмечает, что каприччио полностью отвечает своему названию, будучи «энергичным, быстрым и блестящим», и может быть названо «антиконцертом» ввиду полного отсутствия кантабиле; Швингер указывает также на исключительное разнообразие используемых композитором тембров и способов звукоизвлечения.

## Структура
Произведение написано для большого состава оркестра.
| Духовые - 4 флейты - 4 гобоя - 3 кларнета - Баритон-саксофон - Бас-кларнет - 3 фагота - Контрафагот - 6 валторн - 4 трубы - 4 тромбона - Туба | Перкуссии - Музыкальная пила - Вибрафон - Трубчатые колокола - 4 литавры - 2 бонго - Бас-барабан - Клавы - 5 вуд-блоков - Трещотка - Гуиро - 4 каубелла - Треугольник - 6 тарелок - 2 гонга - Гонг агенг - 2 там-тама | Струнные щипковые и клавишные - Бас-гитара - Арфа - Фисгармония - Фортепиано | Струнные - Скрипка соло - 24 скрипки - 10 альтов - 10 виолончелей - 8 контрабасов |